# Hrvatska na OI 2024.
Hrvatska se natjecala na Ljetnim olimpijskim igrama 2024. u Parizu od 26. srpnja do 11. kolovoza 2024. To je bio deveti uzastopni nastup Hrvatske na Ljetnim olimpijskim igrama od kako je samostalna država.
Hrvatsku je predstavljalo 73 natjecatelja (58 sportaša i 15 sportašica) u 16 sportova, a ukupno izaslanstvo činilo je 157 osoba.

## Odličja
| odličje | sportaš | sport       | kategorija           | nadnevak     |
| ------- | --- | ----------- | -------------------- | ------------ |
| 1.      | Barbara Matić | judo        | do 70 kg             | 31. srpnja   |
| 1.      | Martin Sinković i Valent Sinković | veslanje    | dvojac bez kormilara | 2. kolovoza  |
| 2.      | Donna Vekić | tenis       | žene pojedinačno     | 3. kolovoza  |
| 2.      | Hrvatska vaterpolska reprezentacija- Marko Bijač - Rino Burić - Loren Fatović - Luka Lončar - Maro Joković - Luka Bukić - Ante Vukičević - Marko Žuvela - Jerko Marinić Kragić - Josip Vrlić - Matias Biljaka - Konstantin Harkov - Toni Popadić | vaterpolo   | muškarci             | 11. kolovoza |
| 2.      | Miran Maričić | streljaštvo | zračna puška 10 m    | 29. srpnja   |
| 2.      | Sandra Elkasević | atletika    | bacanje diska        | 5. kolovoza  |
| 2.      | Lena Stojković | taekwondo   | do 49 kg             | 7. kolovoza  |

| Sport       | 1. | 2. | 2. | ukupno |
| atletika    | 0  | 0  | 1  | 1      |
| judo        | 1  | 0  | 0  | 1      |
| streljaštvo | 0  | 0  | 1  | 1      |
| taekwondo   | 0  | 1  | 0  | 1      |
| tenis       | 0  | 1  | 0  | 1      |
| vaterpolo   | 0  | 1  | 0  | 1      |
| veslanje    | 1  | 0  | 0  | 1      |
| ukupno      | 2  | 2  | 3  | 7      |

| odličja po nadnevku | odličja po nadnevku | odličja po nadnevku | odličja po nadnevku | odličja po nadnevku | odličja po nadnevku |
| ------------------- | ------------------- | ------------------- | ------------------- | ------------------- | ------------------- |
| nadnevak            | 1.                  | 2.                  | 2.                  | ukupno              |                     |
| 29. srpnja          | 0                   | 0                   | 1                   | 1                   |                     |
| 31. srpnja          | 1                   | 0                   | 0                   | 1                   |                     |
| 2. kolovoza         | 1                   | 0                   | 0                   | 1                   |                     |
| 3. kolovoza         | 0                   | 1                   | 0                   | 1                   |                     |
| 5. kolovoza         | 0                   | 0                   | 1                   | 1                   |                     |
| 7. kolovoza         | 0                   | 0                   | 1                   | 1                   |                     |
| 11. kolovoza        | 0                   | 1                   | 0                   | 1                   |                     |
| ukupno              | 2                   | 2                   | 3                   | 7                   |                     |

## Natjecatelji
Slijedi popis broja hrvatskih natjecatelja na Igrama. Najviše ih je iz ekipnih sportova – rukometa i vaterpola, potom iz jedrenja, veslanja, atletike i stolnog tenisa.
| sport        | muškarci | žene | ukupno |
| ------------ | -------- | ---- | ------ |
| atletika     | 4        | 5    | 9      |
| biciklizam   | 1        | 0    | 1      |
| boks         | 1        | 0    | 1      |
| kanu         | 1        | 1    | 2      |
| gimnastika   | 2        | 0    | 2      |
| rukomet      | 14       | 0    | 14     |
| veslanje     | 5        | 0    | 5      |
| jedrenje     | 4        | 2    | 6      |
| judo         | 1        | 2    | 3      |
| streljaštvo  | 3        | 0    | 3      |
| plivanje     | 2        | 1    | 3      |
| stolni tenis | 3        | 1    | 4      |
| taekwondo    | 2        | 1    | 3      |
| vaterpolo    | 13       | 0    | 13     |
| ukupno       | 58       | 15   | 73     |

## Atletika
Trkačke discipline
| Sportaš             | Disciplina | Finale        | Finale        |
| Sportaš             | Disciplina | Rezultat      | Plasman       |
| ------------------- | ---------- | ------------- | ------------- |
| Bojana Bjeljac      | Maraton    | 2:41:13       | 71.           |
| Matea Parlov Koštro | Maraton    | Nije završila | Nije završila |

Tehničke discipline
| Sportaš          | Disciplina      | Kvalifikacije | Kvalifikacije | Finale            | Finale            |
| Sportaš          | Disciplina      | Rezultat      | Plasman       | Rezultat          | Plasman           |
| ---------------- | --------------- | ------------- | ------------- | ----------------- | ----------------- |
| Filip Pravdica   | Skok u dalj     | 8,04          | 5. (K)        | 7,90              | 9.                |
| Filip Mihaljević | Bacanje kugle   | 20,75         | 14.           | Nije prošao dalje | Nije prošao dalje |
| Martin Marković  | Bacanje diska   | 62,31         | 16.           | Nije prošao dalje | Nije prošao dalje |
| Matija Gregurić  | Bacanje kladiva | 73,69         | 17.           | Nije prošao dalje | Nije prošao dalje |
| Sandra Elkasević | Bacanje diska   | 65,63         | 2. (K)        | 67,51             | 2.                |
| Marija Tolj      | Bacanje diska   | 59,87         | 23.           | Nije prošla dalje | Nije prošla dalje |
| Sara Kolak       | Bacanje koplja  | 64,57         | 2. (K)        | 63,40             | 4.                |

## Biciklizam

### BMX
| Sportaš      | Disciplina    | Rangiranje | Rangiranje | Finale            | Finale            |
| Sportaš      | Disciplina    | Rezultat   | Plasman    | Rezultat          | Plasman           |
| ------------ | ------------- | ---------- | ---------- | ----------------- | ----------------- |
| Marin Ranteš | Slobodni stil | 76,29      | 11.        | Nije prošao dalje | Nije prošao dalje |

## Boks
| Sportaš         | Kategorija      | Šesnaestina finala | Osmina finala      | Četvrtfinale       | Polufinale         | Finale             | Finale            |
| Sportaš         | Kategorija      | Protivnik Rezultat | Protivnik Rezultat | Protivnik Rezultat | Protivnik Rezultat | Protivnik Rezultat | Plasman           |
| --------------- | --------------- | ------------------ | ------------------ | ------------------ | ------------------ | ------------------ | ----------------- |
| Gabrijel Veočić | Srednja (80 kg) | Nije primjenjivo   | Ishaish 5:0        | Pinales 0:5        | Nije prošao dalje  | Nije prošao dalje  | Nije prošao dalje |

## Judo
| Sportaš         | Disciplina | Šesnaestina finala | Osmina finala      | Četvrtfinale       | Polufinale         | Repasaž            | Finale / 3M        | Finale / 3M       |                   |
| Sportaš         | Disciplina | Protivnik Rezultat | Protivnik Rezultat | Protivnik Rezultat | Protivnik Rezultat | Protivnik Rezultat | Protivnik Rezultat | Plasman           |                   |
| --------------- | ---------- | ------------------ | ------------------ | ------------------ | ------------------ | ------------------ | ------------------ | ----------------- | ----------------- |
| Zlatko Kumrić   | −100 kg    | Pirelli 0:10       | Nije prošao dalje  | Nije prošao dalje  | Nije prošao dalje  | Nije prošao dalje  | Nije prošao dalje  | Nije prošao dalje | Nije prošao dalje |
| Katarina Krišto | −63 kg     | Guimendego 10:0    | Tashiro 1:0        | Kim 10:0           | Awiti Alcaraz 0:11 | Nije primjenjivo   | Fazliu 0:10        | 5.                |                   |
| Barbara Matić   | −70 kg     | Nije primjenjivo   | Polling 10:0       | Tsunoda 10:0       | van Dijke 10:0     | Nije primjenjivo   | Butkereit 1:0      | 1.                |                   |

## Gimnastika

### Sportska
Muškarci
| Sportaš       | Disciplina | Kvalifikacije    | Kvalifikacije    | Kvalifikacije    | Kvalifikacije    | Kvalifikacije    | Kvalifikacije    | Kvalifikacije | Kvalifikacije | Finale            | Finale            | Finale            | Finale            | Finale            | Finale            | Finale            | Finale            |
| Sportaš       | Disciplina | Sprava           | Sprava           | Sprava           | Sprava           | Sprava           | Sprava           | Ukupno        | Plasman       | Sprava            | Sprava            | Sprava            | Sprava            | Sprava            | Sprava            | Ukupno            | Plasman           |
| Sportaš       | Disciplina | PA               | KH               | KA               | PR               | R                | V                | Ukupno        | Plasman       | PA                | KH                | KA                | PR                | R                 | V                 | Ukupno            | Plasman           |
| ------------- | ---------- | ---------------- | ---------------- | ---------------- | ---------------- | ---------------- | ---------------- | ------------- | ------------- | ----------------- | ----------------- | ----------------- | ----------------- | ----------------- | ----------------- | ----------------- | ----------------- |
| Aurel Benović | Parter     | 13,766           | Nije primjenjivo | Nije primjenjivo | Nije primjenjivo | Nije primjenjivo | Nije primjenjivo | 13,766        | 28.           | Nije prošao dalje | Nije prošao dalje | Nije prošao dalje | Nije prošao dalje | Nije prošao dalje | Nije prošao dalje | Nije prošao dalje | Nije prošao dalje |
| Aurel Benović | Preskok    | Nije primjenjivo | Nije primjenjivo | Nije primjenjivo | 14,733           | Nije primjenjivo | Nije primjenjivo | 14,733        | 3. (K)        | Nije primjenjivo  | Nije primjenjivo  | Nije primjenjivo  | 14,900            | Nije primjenjivo  | Nije primjenjivo  | 14,900            | 5.                |
| Tin Srbić     | Preča      | Nije primjenjivo | Nije primjenjivo | Nije primjenjivo | Nije primjenjivo | Nije primjenjivo | 14,600           | 14,600        | 4. (K)        | Nije primjenjivo  | Nije primjenjivo  | Nije primjenjivo  | Nije primjenjivo  | Nije primjenjivo  | 11,333            | 11,333            | 8.                |

## Jedrenje
Eliminacijske discipline
| Sportaš       | Disciplina   | Prvi dio natjecanja | Prvi dio natjecanja | Prvi dio natjecanja | Prvi dio natjecanja | Prvi dio natjecanja | Prvi dio natjecanja | Prvi dio natjecanja | Prvi dio natjecanja | Prvi dio natjecanja | Prvi dio natjecanja | Prvi dio natjecanja | Prvi dio natjecanja | Prvi dio natjecanja | Prvi dio natjecanja | Prvi dio natjecanja | Prvi dio natjecanja | Prvi dio natjecanja | Prvi dio natjecanja | Prvi dio natjecanja | Prvi dio natjecanja | Prvi dio natjecanja | Prvi dio natjecanja | Završnica         | Završnica         | Završnica         | Završnica         | Završnica         | Završnica         | Završnica         | Završnica         | Završnica         | Završnica         | Završnica         | Završnica         | Završnica         | Konačni plasman |
| Sportaš       | Disciplina   | 1.                  | 2.                  | 3.                  | 4.                  | 5.                  | 6.                  | 7.                  | 8.                  | 9.                  | 10.                 | 11.                 | 12.                 | 13.                 | 14.                 | 15.                 | 16.                 | 17.                 | 18.                 | 19.                 | 20.                 | Ukupni bodovi       | Plasman             | ČF                | PF1               | PF2               | PF3               | PF4               | PF5               | PF6               | F1                | F2                | F3                | F4                | F5                | F6                | Konačni plasman |
| ------------- | ------------ | ------------------- | ------------------- | ------------------- | ------------------- | ------------------- | ------------------- | ------------------- | ------------------- | ------------------- | ------------------- | ------------------- | ------------------- | ------------------- | ------------------- | ------------------- | ------------------- | ------------------- | ------------------- | ------------------- | ------------------- | ------------------- | ------------------- | ----------------- | ----------------- | ----------------- | ----------------- | ----------------- | ----------------- | ----------------- | ----------------- | ----------------- | ----------------- | ----------------- | ----------------- | ----------------- | --------------- |
| Palma Čargo   | IQFoil       | 17.                 | 14.                 | 3.                  | 4.                  | 13.                 | 8.                  | 15.                 | 9.                  | 19.                 | 9.                  | 9.                  | Diskvalificirana    | Nije završila       | 1.                  | Otkazano            | Otkazano            | Otkazano            | Otkazano            | Otkazano            | Otkazano            | 121                 | 12.                 | Nije prošla dalje | Nije prošla dalje | Nije prošla dalje | Nije prošla dalje | Nije prošla dalje | Nije prošla dalje | Nije prošla dalje | Nije prošla dalje | Nije prošla dalje | Nije prošla dalje | Nije prošla dalje | Nije prošla dalje | Nije prošla dalje | 12.             |
| Martin Dolenc | Formula Kite | 14.                 | 14.                 | 19.                 | 13.                 | 13.                 | 5.                  | 8.                  | Otkazano            | Otkazano            | Otkazano            | Otkazano            | Otkazano            | Otkazano            | Otkazano            | Otkazano            | Otkazano            | Nije primjenjivo    | Nije primjenjivo    | Nije primjenjivo    | Nije primjenjivo    | 53                  | 14.                 | Nije primjenjivo  | Nije prošao dalje | Nije prošao dalje | Nije prošao dalje | Nije prošao dalje | Nije prošao dalje | Nije prošao dalje | Nije prošao dalje | Nije prošao dalje | Nije prošao dalje | Nije prošao dalje | Nije prošao dalje | Nije prošao dalje | 14.             |

Discipline s utrkom za medalju
| Sportaš(i)                   | Disciplina | Utrka | Utrka | Utrka | Utrka | Utrka | Utrka | Utrka | Utrka | Utrka    | Utrka    | Utrka            | Utrka            | Utrka                | Ukupni bodovi | Konačni plasman |
| Sportaš(i)                   | Disciplina | 1.    | 2.    | 3.    | 4.    | 5.    | 6.    | 7.    | 8.    | 9.       | 10.      | 11.              | 12.              | M*                   | Ukupni bodovi | Konačni plasman |
| ---------------------------- | ---------- | ----- | ----- | ----- | ----- | ----- | ----- | ----- | ----- | -------- | -------- | ---------------- | ---------------- | -------------------- | ------------- | --------------- |
| Filip Jurišić                | ILCA 7     | 13.   | 4.    | 32.   | 1.    | 31.   | 24.   | 28.   | 14.   | Otkazano | Otkazano | Nije primjenjivo | Nije primjenjivo | Eliminiran           | 115           | 19.             |
| Šime Fantela Mihovil Fantela | 49er       | 12.   | 15.   | 12.   | 13.   | 4.    | 6.    | 2.    | 15.   | 8.       | 10.      | 2.               | 1.               | 22. Diskvalificirani | 107           | 9.              |
| Jelena Vorobjova             | ILCA 6     | 5.    | 18.   | 40.   | 16.   | 3.    | 12.   | 4.    | 13.   | 8.       | Otkazano | Nije primjenjivo | Nije primjenjivo | 18.                  | 97            | 6.              |

## Kajak i kanu

### Slalom
| Sportaš        | Disciplina | Kvalifikacije | Kvalifikacije | Kvalifikacije | Kvalifikacije | Kvalifikacije | Kvalifikacije | Polufinale | Polufinale | Finale  | Finale  |
| Sportaš        | Disciplina | 1. vožnja     | Plasman       | 2. vožnja     | Plasman       | Najbolja      | Plasman       | Vrijeme    | Plasman    | Vrijeme | Plasman |
| -------------- | ---------- | ------------- | ------------- | ------------- | ------------- | ------------- | ------------- | ---------- | ---------- | ------- | ------- |
| Matija Marinić | C-1        | 91,61         | 3.            | 98,44         | 9.            | 91,61         | 3. (K)        | 98,82      | 7. (K)     | 100,35  | 8.      |

### Kajak kros
| Sportaš        | Disciplina | Kronometar | Plasman | 1. vožnja | Repasaž  | Kvalifikacije | Četvrtfinale      | Polufinale        | Finale            | Finale  |
| Sportaš        | Disciplina | Kronometar | Plasman | Pozicija  | Pozicija | Pozicija      | Pozicija          | Pozicija          | Pozicija          | Plasman |
| -------------- | ---------- | ---------- | ------- | --------- | -------- | ------------- | ----------------- | ----------------- | ----------------- | ------- |
| Matija Marinić | muškarci   | 74,80      | 27.     | 3. (R)    | 2. (K)   | 4.            | Nije prošao dalje | Nije prošao dalje | Nije prošao dalje | 32.     |

### Sprint
| Sportaš               | Disciplina | Kvalifikacije | Kvalifikacije | Četvrtfinale | Četvrtfinale | Polufinale | Polufinale | Finale            | Finale            |
| Sportaš               | Disciplina | Vrijeme       | Plasman       | Vrijeme      | Plasman      | Vrijeme    | Plasman    | Vrijeme           | Plasman           |
| --------------------- | ---------- | ------------- | ------------- | ------------ | ------------ | ---------- | ---------- | ----------------- | ----------------- |
| Anamaria Govorčinović | K-1 500 m  | 1:55,51       | 4. (K)        | 1:52,92      | 4. (K)       | 1.53,13    | 7.         | Nije prošla dalje | Nije prošla dalje |

## Plivanje
| Sportaš         | Disciplina     | Kvalifikacije | Kvalifikacije | Polufinale        | Polufinale        | Finale            | Finale            |
| Sportaš         | Disciplina     | Vrijeme       | Plasman       | Vrijeme           | Plasman           | Vrijeme           | Plasman           |
| --------------- | -------------- | ------------- | ------------- | ----------------- | ----------------- | ----------------- | ----------------- |
| Jere Hribar     | 50 m slobodno  | 22,08         | 22.           | Nije prošao dalje | Nije prošao dalje | Nije prošao dalje | Nije prošao dalje |
| Nikola Miljenić | 100 m slobodno | 49,34         | 33.           | Nije prošao dalje | Nije prošao dalje | Nije prošao dalje | Nije prošao dalje |
| Nikola Miljenić | 100 m leptir   | 53,32         | 30.           | Nije prošao dalje | Nije prošao dalje | Nije prošao dalje | Nije prošao dalje |
| Jana Pavalić    | 50 m slobodno  | 25,24         | 25.           | Nije prošla dalje | Nije prošla dalje | Nije prošla dalje | Nije prošla dalje |

## Rukomet
| Ekipa    | Turnir   | Grupna faza        | Grupna faza        | Grupna faza        | Grupna faza        | Grupna faza        | Grupna faza | Četvrtfinale       | Polufinale         | Finale / 3M        | Finale / 3M |
| Ekipa    | Turnir   | Protivnik Rezultat | Protivnik Rezultat | Protivnik Rezultat | Protivnik Rezultat | Protivnik Rezultat | Plasman     | Protivnik Rezultat | Protivnik Rezultat | Protivnik Rezultat | Plasman     |
| -------- | -------- | ------------------ | ------------------ | ------------------ | ------------------ | ------------------ | ----------- | ------------------ | ------------------ | ------------------ | ----------- |
| Hrvatska | Muškarci | Japan 30:29        | Slovenija 29:31    | Njemačka 31:26     | Švedska 27:38      | Španjolska 31:32   | 5.          | Nije prošla dalje  | Nije prošla dalje  | Nije prošla dalje  | 9.          |

Grupna faza
| Pol. | Momčad     | Uta. | Pob. | Izj. | Por. | PoG | PrG | GR  | Bod. | Nastavak natjecanja    |
| ---- | ---------- | ---- | ---- | ---- | ---- | --- | --- | --- | ---- | ---------------------- |
| 1.   | Njemačka   | 5    | 4    | 0    | 1    | 162 | 144 | +18 | 8    | Plasman u četvrtfinale |
| 2.   | Slovenija  | 5    | 3    | 0    | 2    | 140 | 142 | –2  | 6    | Plasman u četvrtfinale |
| 3.   | Španjolska | 5    | 3    | 0    | 2    | 151 | 148 | +3  | 6    | Plasman u četvrtfinale |
| 4.   | Švedska    | 5    | 3    | 0    | 2    | 158 | 139 | +19 | 6    | Plasman u četvrtfinale |
| 5.   | Hrvatska   | 5    | 2    | 0    | 3    | 148 | 156 | –8  | 4    |                        |
| 6.   | Japan      | 5    | 0    | 0    | 5    | 143 | 173 | –30 | 0    |                        |

| 27. srpnja 2024. 14:00 | Hrvatska   | 30:29       | Japan       | Pariz Gledatelji: 5749 Suci: Kleven, Jørum |
| 27. srpnja 2024. 14:00 | Šoštarić 6 | (13:18)     | Yasuhura 10 | Pariz Gledatelji: 5749 Suci: Kleven, Jørum |
| 27. srpnja 2024. 14:00 | 3×         | (izvještaj) | 4×          | Pariz Gledatelji: 5749 Suci: Kleven, Jørum |

| 29. srpnja 2024. 11:00 | Slovenija    | 31:29       | Hrvatska     | Pariz Gledatelji: 5767 Suci: Načevski, Nikolov |
| 29. srpnja 2024. 11:00 | Vlah, Janc 8 | (13:13)     | tri igrača 5 | Pariz Gledatelji: 5767 Suci: Načevski, Nikolov |
| 29. srpnja 2024. 11:00 | 5× 1×        | (izvještaj) | 7× 1×        | Pariz Gledatelji: 5767 Suci: Načevski, Nikolov |

| 31. srpnja 2024. 11:00 | Hrvatska     | 31:26       | Njemačka | Pariz Gledatelji: 5774 Suci: Horáček, Novotný |
| 31. srpnja 2024. 11:00 | Martinović 9 | (15:13)     | Golla 8  | Pariz Gledatelji: 5774 Suci: Horáček, Novotný |
| 31. srpnja 2024. 11:00 | 5× 1×        | (izvještaj) |          | Pariz Gledatelji: 5774 Suci: Horáček, Novotný |

| 2. kolovoza 2024. 14:00 | Hrvatska     | 27:38       | Švedska  | Pariz Gledatelji: 5774 Suci: C. Bonaventura, J. Bonaventura |
| 2. kolovoza 2024. 14:00 | Martinović 8 | (15:18)     | Pellas 9 | Pariz Gledatelji: 5774 Suci: C. Bonaventura, J. Bonaventura |
| 2. kolovoza 2024. 14:00 | 4× 1×        | (izvještaj) | 3×       | Pariz Gledatelji: 5774 Suci: C. Bonaventura, J. Bonaventura |

| 4. kolovoza 2024. 21:00 | Španjolska  | 32:31       | Hrvatska  | Pariz Gledatelji: 5723 Suci: Horáček, Novotný |
| 4. kolovoza 2024. 21:00 | Rodríguez 6 | (20:15)     | Klarica 7 | Pariz Gledatelji: 5723 Suci: Horáček, Novotný |
| 4. kolovoza 2024. 21:00 | 2×          | (izvještaj) | 6× 1×     | Pariz Gledatelji: 5723 Suci: Horáček, Novotný |

## Stolni tenis
| Sportaš(i)                                | Turnir       | Kvalifikacije      | Prvo kolo          | Drugo kolo         | Treće kolo         | Osmina finala      | Četvrtfinale       | Polufinale         | Finale / 3M        | Finale / 3M       |
| Sportaš(i)                                | Turnir       | Protivnik Rezultat | Protivnik Rezultat | Protivnik Rezultat | Protivnik Rezultat | Protivnik Rezultat | Protivnik Rezultat | Protivnik Rezultat | Protivnik Rezultat | Plasman           |
| ----------------------------------------- | ------------ | ------------------ | ------------------ | ------------------ | ------------------ | ------------------ | ------------------ | ------------------ | ------------------ | ----------------- |
| Andrej Gaćina                             | Muški singl  | O. Ionescu 4:1     | Lin 0:4            | Nije prošao dalje  | Nije prošao dalje  | Nije prošao dalje  | Nije prošao dalje  | Nije prošao dalje  | Nije prošao dalje  | Nije prošao dalje |
| Tomislav Pucar                            | Muški singl  | Bouloussa 4:0      | Lebrun 0:4         | Nije prošao dalje  | Nije prošao dalje  | Nije prošao dalje  | Nije prošao dalje  | Nije prošao dalje  | Nije prošao dalje  | Nije prošao dalje |
| Andrej Gaćina Tomislav Pucar Filip Zeljko | Ekipno       | Nije primjenjivo   | Nije primjenjivo   | Nije primjenjivo   | Nije primjenjivo   | Južna Koreja 0:3   | Nije prošla dalje  | Nije prošla dalje  | Nije prošla dalje  | Nije prošla dalje |
| Ivana Malobabić                           | Ženski singl | Jian 3:4           | Nije prošla dalje  | Nije prošla dalje  | Nije prošla dalje  | Nije prošla dalje  | Nije prošla dalje  | Nije prošla dalje  | Nije prošla dalje  | Nije prošla dalje |

## Streljaštvo
| Sportaš             | Disciplina         | Kvalifikacije | Kvalifikacije | Finale            | Finale            |
| Sportaš             | Disciplina         | Bodovi        | Plasman       | Bodovi            | Plasman           |
| ------------------- | ------------------ | ------------- | ------------- | ----------------- | ----------------- |
| Petar Gorša         | Puška trostav 50 m | 583           | 31.           | Nije prošao dalje | Nije prošao dalje |
| Petar Gorša         | Zračna puška 10 m  | 629,8         | 8. (K)        | 165,6             | 6.                |
| Miran Maričić       | Puška trostav 50 m | 585           | 26.           | Nije prošao dalje | Nije prošao dalje |
| Miran Maričić       | Zračna puška 10 m  | 631,3         | 4. (K)        | 230,0             | 2.                |
| Giovanni Cernogoraz | Trap               | 122           | 7.            | Nije prošao dalje | Nije prošao dalje |

## Taekwondo
| Sportaš        | Disciplina | Kvalifikacije      | Osmina finala      | Četvrtfinale       | Polufinale         | Repasaž            | Finale / 3M        | Finale / 3M       |
| Sportaš        | Disciplina | Protivnik Rezultat | Protivnik Rezultat | Protivnik Rezultat | Protivnik Rezultat | Protivnik Rezultat | Protivnik Rezultat | Plasman           |
| -------------- | ---------- | ------------------ | ------------------ | ------------------ | ------------------ | ------------------ | ------------------ | ----------------- |
| Marko Golubić  | −68 kg     | Nije primjenjivo   | Pié 2:0            | Sinden 1:2         | Nije prošao dalje  | Nije prošao dalje  | Nije prošao dalje  | Nije prošao dalje |
| Ivan Šapina    | +80 kg     | Nije primjenjivo   | Ann 2:0            | Ordemann 2:1       | Salimi 1:2         | Nije primjenjivo   | Alba 0:2           | 5.                |
| Lena Stojković | −49 kg     | Nije primjenjivo   | Kafadar 2:0        | Dhahri 2:1         | Wongpattanakit 0:2 | Nije primjenjivo   | Dinçel 2:0         | 2.                |

## Tenis
| Sportaš(i)               | Natjecanje         | 1. kolo            | Šesnaestina finala                   | Osmina finala                                                                                         | Četvrtfinale                                                                                          | Polufinale                                                                                            | Finale / BM                                                                                           | Finale / BM       |
| Sportaš(i)               | Natjecanje         | Protivnik Rezultat | Protivnik Rezultat                   | Protivnik Rezultat                                                                                    | Protivnik Rezultat                                                                                    | Protivnik Rezultat                                                                                    | Protivnik Rezultat                                                                                    | Plasman           |
| ------------------------ | ------------------ | ------------------ | ------------------------------------ | --- | --- | --- | --- | ----------------- |
| Nikola Mektić Mate Pavić | Muški parovi       | Nije primjenjivo   | Koepfer Struff 3:6, 7:6(7:5), [5:10] | Nisu prošli dalje                                                                                     | Nisu prošli dalje                                                                                     | Nisu prošli dalje                                                                                     | Nisu prošli dalje                                                                                     | Nisu prošli dalje |
| Petra Martić             | Ženski pojedinačno | Bucșa 4:6, 3:6     | Nije prošla dalje                    | Nije prošla dalje                                                                                     | Nije prošla dalje                                                                                     | Nije prošla dalje                                                                                     | Nije prošla dalje                                                                                     | Nije prošla dalje |
| Donna Vekić              | Ženski pojedinačno | Bronzetti 6:2, 7:5 | Andreescu 6:3, 6:4                   | Gauff 7:6, 6:2                                                                                        | Kostjuk 6:4, 2:6, 7:6(10:8)                                                                           | Schmiedlová 6:4, 6:0                                                                                  | Zheng 2:6, 3:6                                                                                        | 2.                |
| Donna Vekić Mate Pavić   | Mješoviti parovi   | Nije primjenjivo   | Wang Zhang                           | Vekić i Pavić su odustali jer se Vekić htjela fokusirati na svoje nastupe u pojedinačnoj konkurenciji | Vekić i Pavić su odustali jer se Vekić htjela fokusirati na svoje nastupe u pojedinačnoj konkurenciji | Vekić i Pavić su odustali jer se Vekić htjela fokusirati na svoje nastupe u pojedinačnoj konkurenciji | Vekić i Pavić su odustali jer se Vekić htjela fokusirati na svoje nastupe u pojedinačnoj konkurenciji |                   |

## Vaterpolo
| Ekipa    | Turnir   | Grupna faza        | Grupna faza        | Grupna faza        | Grupna faza        | Grupna faza        | Grupna faza | Četvrtfinale       | Polufinale         | Finale / 3M        | Finale / 3M |
| Ekipa    | Turnir   | Protivnik Rezultat | Protivnik Rezultat | Protivnik Rezultat | Protivnik Rezultat | Protivnik Rezultat | Plasman     | Protivnik Rezultat | Protivnik Rezultat | Protivnik Rezultat | Plasman     |
| -------- | -------- | ------------------ | ------------------ | ------------------ | ------------------ | ------------------ | ----------- | ------------------ | ------------------ | ------------------ | ----------- |
| Hrvatska | Muškarci | Crna Gora 11:8     | Italija 11:14      | Rumunjska 11:8     | Grčka 14:13        | SAD 11:14          | 4. (K)      | Španjolska 10:8    | Mađarska 9:8       | Srbija 11:13       | 2.          |

Sastav
Sastav Hrvatske objavljen je 7. srpnja 2024.
Izbornik: Ivica Tucak
- Marko Bijač (vratar)
- Matias Biljaka
- Luka Bukić
- Rino Burić
- Loren Fatović
- Konstantin Harkov
- Maro Joković
- Luka Lončar
- Jerko Marinić Kragić
- Toni Popadić (vratar)
- Josip Vrlić
- Ante Vukičević
- Marko Žuvela

Grupna faza
| Pol. | Momčad    | Uta. | Pob. | PobP. | PorP. | Por. | PoG | PrG | GR  | Bod. | Nastavak natjecanja    |
| ---- | --------- | ---- | ---- | ----- | ----- | ---- | --- | --- | --- | ---- | ---------------------- |
| 1.   | Grčka     | 5    | 3    | 1     | 0     | 1    | 61  | 52  | +9  | 11   | Plasman u četvrtfinale |
| 2.   | Italija   | 5    | 3    | 1     | 0     | 1    | 60  | 43  | +17 | 11   | Plasman u četvrtfinale |
| 3.   | SAD       | 5    | 3    | 0     | 0     | 2    | 59  | 51  | +8  | 9    | Plasman u četvrtfinale |
| 4.   | Hrvatska  | 5    | 3    | 0     | 0     | 2    | 58  | 57  | +1  | 9    | Plasman u četvrtfinale |
| 5.   | Crna Gora | 5    | 1    | 0     | 2     | 2    | 45  | 50  | –5  | 5    |                        |
| 6.   | Rumunjska | 5    | 0    | 0     | 0     | 5    | 37  | 67  | –30 | 0    |                        |

| 28. srpnja 2024. 16:35 |                         |           |                                        |
| Hrvatska               | 11:8 3:1, 2:4, 3:1, 3:2 | Crna Gora | Pariz Sudac: Boris Margeta David Gómez |
| Fatović 3              | (izvještaj)             | Đurđić 3  | Pariz Sudac: Boris Margeta David Gómez |

| 30. srpnja 2024. 12:05 |                          |             |                                               |
| Hrvatska               | 11:14 4:3, 2:3, 3:6, 2:2 | Italija     | Pariz Sudac: Michiel Zwart Sébastien Dervieux |
| Fatović, Harkov 4      | (izvještaj)              | Di Fulvio 4 | Pariz Sudac: Michiel Zwart Sébastien Dervieux |

| 1. kolovoza 2024. 19:30 |                         |              |                                           |
| Rumunjska               | 8:11 0:3, 3:3, 4:5, 1:0 | Hrvatska     | Pariz Sudac: Tamás Kovács Chisato Kurosak |
| Fulea, Țepeluș 2        | (izvještaj)             | tri igrača 2 | Pariz Sudac: Tamás Kovács Chisato Kurosak |

| 3. kolovoza 2024. 12:05 |                          |              |                                           |
| Hrvatska                | 14:13 3:3, 1:3, 7:3, 3:4 | Grčka        | Pariz Sudac: Vojin Putniković David Gómez |
| Harkov 4                | (izvještaj)              | pet igrača 2 | Pariz Sudac: Vojin Putniković David Gómez |

| 5. kolovoza 2024. 18:30 |                          |                 |                                           |
| Hrvatska                | 11:14 2:5, 3:5, 2:1, 4:3 | SAD             | Pariz Sudac: Sébastien Dervieux Frank Ohm |
| Harkov 5                | (izvještaj)              | Daube, Irving 3 | Pariz Sudac: Sébastien Dervieux Frank Ohm |

Četvrtfinale
| 7. kolovoza 2024. 14:00 |                         |              |                                                |
| Hrvatska                | 10:8 2:0, 4:3, 2:2, 2:3 | Španjolska   | Pariz Sudac: Boris Margeta Darren Spiritosanto |
| tri igrača 2            | (izvještaj)             | tri igrača 2 | Pariz Sudac: Boris Margeta Darren Spiritosanto |

Polufinale
| 9. kolovoza 2024. 19:35 |                        |           |                                     |
| Mađarska                | 8:9 3:3, 2:4, 2:2, 1:0 | Hrvatska  | Pariz Sudac: Frank Ohme David Gómez |
| Jansik, Vámos 2         | (izvještaj)            | Fatović 5 | Pariz Sudac: Frank Ohme David Gómez |

Finale
| 11. kolovoza 2024. 14:00 |                          |                  |                                          |
| Srbija                   | 13:11 5:2, 3:3, 3:3, 2:3 | Hrvatska         | Pariz Sudac: Boris Margeta Michiel Zwart |
| Ćuk 3                    | (izvještaj)              | Marinić Kragić 3 | Pariz Sudac: Boris Margeta Michiel Zwart |

## Veslanje
| Sportaš(i)                      | Disciplina           | Kvalifikacije | Kvalifikacije | Repasaž          | Repasaž          | Četvrtfinale     | Četvrtfinale     | Polufinale | Polufinale | Finale  | Finale  |
| Sportaš(i)                      | Disciplina           | Vrijeme       | Plasman       | Vrijeme          | Plasman          | Vrijeme          | Plasman          | Vrijeme    | Plasman    | Vrijeme | Plasman |
| ------------------------------- | -------------------- | ------------- | ------------- | ---------------- | ---------------- | ---------------- | ---------------- | ---------- | ---------- | ------- | ------- |
| Damir Martin                    | Samac                | 6:54,83       | 2. (ČF)       | Nije primjenjivo | Nije primjenjivo | 6:53,55          | 2. (PA/B)        | 6:58,23    | 6. (FB)    | 6:57,77 | 11.     |
| Valent Sinković Martin Sinković | Dvojac bez kormilara | 6:35,28       | 1. (PA/B)     | Nije primjenjivo | Nije primjenjivo | Nije primjenjivo | Nije primjenjivo | 6:29,98    | 1. (FA)    | 6:23,66 | 1.      |
| Anton Lončarić Patrik Lončarić  | Dvojac na pariće     | 6:24,62       | 3. (PA/B)     | Nije primjenjivo | Nije primjenjivo | Nije primjenjivo | Nije primjenjivo | 6:49,51    | 6. (FB)    | 6:26,04 | 12.     |

Legenda kvalifikacija: FA=Finale A (za medalju); FB=Finale B (bez medalje); FC=Finale C (bez medalje); FD=Finale D (bez medalje); FE=Finale E (bez medalje); FF=Finale F (bez medalje); PA/B=Polufinala A/B; PC/D=Polufinala C/D; PE/F=Polufinala E/F; ČF=Četvrtfinala; R=Repasaž